# Тиса
Тиса (мађ. Tisza, укр. Тиса, сл. и рум. Tisa и  ) је река у средњој Европи и најдужа притока Дунава. Протиче кроз Панонску низију. Извире у Украјини, на Карпатима у области Буковина, и даље пролази кроз Мађарску, Румунију, Словачку и Србију. Улива се у Дунав насупрот Старог Сланкамена.
Тиса је дугачка 1.358 km, а површина развођа износи 157.186 km².
У Војводини Тиса дели Бачку (десна обала) и Банат (лева обала). Највећа притока Тисе је Муреш, а затим следе Бегеј, Бодрог, Златица, Кереш, Самош, Шајо, Киреш, Чикер и Јегричка. Тиса је пловна на дужини од 532 km. Дужина Тисе кроз Србију износи 164 km.
Велики и Мали бачки канал повезују Тису са Дунавом, а Бегејски канал са Тамишем. Значајнији градови на Тиси су: Токај, Солнок, Чонград, Сегедин, Сента, Бечеј и Нови Бечеј.

## Регулација тока
У планинском делу тока, Тиса је бистра и брза река. Недостатак језера у областима Карпата утиче на то да су варијације нивоа воде у Тиси изузетно велике, са типично три годишња поплавна периода. Ако се висок ниво воде у Тиси поклопи са сличном ситуацијом у Дунаву, Тиса надире узводно, што изазива велике поплаве. Таква ситуација је разорила Сегедин пролећа 1879.
Између 1846. и 1880, аустријске и аустроугарске власти су организовале регулацију тока реке Тисе (мађ.: a Tisza szabályozása) и скратиле јој дужину за 450 km. Саграђени систем заштите од поплава је највећи у Европи. Данас постоји 3680 km канала који контролишу Тису.
Током 1980−их на Тиси је направљено велико вештачко језеро Тиса (мађ.: Tisza-tó) са намером да се помогне у регулацији тока и посебно поплава. Убрзо је ово језеро постало популарно туристичко одредиште Мађара, скоро као и језеро Балатон.

## Еколошка катастрофа из 2000.
Дана 30. јануара 2000, погон за прераду злата из Баја Маре, на северу Румуније, испустио је 100.000 m³ воде загађене цијанидом у реку Самош. Испуштање цијанида у Самош десило се услед топљења снега и подземних вода које су оштетиле акумулацију где је цијанид складиштен. Ово загађење се проширило даље низ реку Тису и уништило готово сав живи свет у реци. Загађење је стигло до Београда 14. фебруара 2000.

## Поплава из 2006.
У априлу 2006. Тиса је достигла највиши водостај у историји (949 cm код Новог Кнежевца) и угрозила бројна насеља у својој околини, због чега је уведен ванредни ниво одбране.

## Пловидбеност
Тиса је пловна у већем делу свог тока. Река је отворена за међународну пловидбу тек однедавно јер је Мађарска правила разлику између тзв. „државних река“ и „међународних река“, којом се дозвољавала или забрањивала пловидба страним бродовима. Након уласка Мађарске у ЕУ, ова подела је укинута и сада је свим пловилима дозвољено да плове Тисом.
Могућност пловидбе често одређују природни фактори. У време високог водостаја и суше најчешће Тиса није пловна.

## Опште карактеристике слива и водотока
Река Тиса настаје спајањем два мања водотока, Црне и Беле Тисе код места Рахов у Украјини. Слив реке Тисе простире се на територији Румуније (47%), Мађарске (29%), Украјине (8%), Словачке (10%) и Србије (6%). У његовим границама издвајају се три различите морфолошке и хипсометријске целине. Највећу површину чине низијски предели (45% слива), а затим следе брдовити предели (31%), док 24% чине високопланински предели.

## Карактеристике слива Тисе у Србији
Дужина водотока реке Тисе у Србији износи 164 km, што представља око 17% укупне дужине њеног тока. Она читавим својим током кроз Србију представља природну границу између Бачке и Баната. Ток Тисе у Србији има меандарски карактер. Будући да кроз Србију тече кроз равничарски предео, Тиса при ниском водостају има укупан пад на уздужном профилу свега 5 km или просечно око 0,028‰. На равничарски карактер слива реке Тисе такође указује и њен коефицијент развитка речног тока који износи 1,41.
Низак пад на уздужном профилу проузрокује веома малу брзину отицања реке чија средња вредност достиже или минимално премашује износ од 1 m/s. Уз то, изградња бране код Новог Бечеја, додатно је утицала на успоравање брзине отицања реке.
Тиса у Србији има значајну ширину и дубину, што су показала различита мерења и истраживања. У зависности од водостаја, ширина Тисе у Србији варира од 100 m до 220 m. Tиса је најбогатија водом током марта, априла и маја. Највећи протицај и водостај су у априлу, док је најсиромашнија водом током септембра и октобра.

### Највиши и најнижи водостаји и протицаји Тисе у Србији
Апсолутно највиши и најнижи водостаји на војвођанском сектору Тисе забележени су 2006. године:
– код Новог Кнежевца = 949 cm (21. април);
– код Сенте = 926 cm (21. април);
– код Новог Бечеја = 819 cm (21.април);
– код Титела = 818 cm (17. април)
Апсолутно најнижи осмотрени водостаји (NNV) на Тиси у Србији регистровани су пре пуштања у рад бране код Новог Бечеја и бране ХЕ Ђердап 1:
– код Новог Кнежевца = 220 cm (20. и 21. октобра 1961. године);
– код Сенте = −198 cm (11. и 12. октобра 1946. године и 20. и 21. октобра 1961. године)
– код Новог Бечеја = −254 cm (19 – 22. октобра 1947. године);
– код Титела = −85 cm (24. и 25. октобра 1947. године)
Апсолутно највећи протицај (VVQ) Тисе у меродавном профилу код Сенте, од 3480 m³/s измерен је 12. јуна 1970. године, а апсолутни минимум (NNQ) од 90 m³/s, 26. јуна 1993. године.

## Пловидбене карактеристике Тисе у Србији
Захваљујући ширини и дубини корита и малој брзини протицаја, Тиса је на средњем, а нарочито доњем току и пре реализованих регулационих радова, представљала пловни пут од регионалног значаја. Тиса има важну улогу у јефтином речном транспорту и на мађарском и на српском делу тока. Након драстичног скраћивања корита и успостављања диригованог режима на највећем делу тока, пловидба на средњој и доњој Тиси је постала безбеднија. На српској деоници реке услови пловидбе су видно побољшани, посебно на делу тока узводно од бране код Новог Бечеја, где су пре успостављања успора током честих ниских водостаја пловидбени услови били прилично неповољни.
Према препорукама Дунавске комисије, Тиса представља пловни пут од међународног значаја. Од свог ушћа до бране код Новог Бечеја припада Va класи, а узводно од бране до државне границе са Мађарском IV класи пловних путева, односно од ушћа до бране могу пловити пловила дужине до 110 m, ширине до 11,4 m, газа до 2,8 m (конвоји до 4,5 m) и носивости до 3000 тона. Узводно од бране могу пловити пловила дужине до 85 m, ширине до 9,5 m, газа до 2,5 m (конвоји до 2,8 m), и носивости до 1500 тона. Према препорукама Светског удружења за водне путеве (IWI), Тиса у Србији задовољава све четири рекреативне класе: Ra (чамци), Rb (чамци са кабином), Rc (моторне јахте) и Rd (једрилице), те је погодна за рекреативну пловидбу и наутички туризам.
Главна препрека за слободну пловидбу Тисом у Србији је брана код Новог Бечеја која значајно успорава пловидбу. Поред бране, потенцијалне препреке за слободну пловидбу представљају и мостови код Титела (km 8+700), Жабља (km 38+200), Сенте (km 124+000) и Новог Кнежевца (km 144+300). Током хладних зима када се формира лед на реци, као и током летњих олујних ветрова безбедност пловидбе може бити нарушена, што је нарочито опасно за мања пловила.
Поред повољних пловидбених карактеристика и услова пловидбе, Тиса представља пловни пут од изузетног значаја будући да је притока Дунава, који представља део Европске водне магистрале између Северног и Црног мора. Преко Дунава, Тиса је повезана са великим бројем европских пловних река и канала, а такође је добро повезана са већином осталих пловних путева у границама саме Србије. Повезана је са Бегејом и пловним каналима, а налази се и у оквиру хидросистема Дунав–Тиса–Дунав.

### Квантитативне карактеристике пловног пута на српском сектору Тисе
Мерењима извршених од стране „ВПИ Јарослав Черни”, утврђене су следеће квантитативне карактеристике пловног пута на српском делу Тисе:
— сектор тока од ушћа до бране код Новог Бечеја (rkm 0 – 63):
- ширина пловног пута: 87 – 275 m;
- полупречник кривине: 500 – 12000 m;
- најмање ширине пловног пута: 87 m (rkm 18+433) и 89 m (rkm 17+160);
- најмањи полупречник кривине пута: 550 m (rkm 26+100 и rkm 27+500)

— сектор тока од бране Новог Бечеја до државне границе са Мађарском (rkm 63 – 164):
- ширина пловног пута: 95 – 263 m;
- полупречник кривине: 250 – 25000 m;
- најмања ширина пловног пута: 95 m (rkm 139+380);
- најмањи полупречници кривина мерени по осовини пловног пута: 300 m (rkm 91+430 и rkm 72+715) и 350 m (km 124+340 и km 83+675)